# A Filetta
A Filetta (с корс. — «папоротник») — музыкальный коллектив с острова Корсика, основанный в 1978 году в регионе Балань.
Музыкой группы озвучены фильмы Дон Жуан, Гималаи, и другие.

## Награды и премии
- Diapason d’Or (1993, 1997)
- Grand Prix 1995 de l’Académie Charles-Cros («Una Tarra Ci Hè»)
- Choc du Monde de la Musique (1993, 1995, 1997)
- César («Himalaya, l’enfance d’un chef», 2000)
- Grand Prix 2009 de l’Académie Charles-Cros («Bracanà»)

## Дискография
- 1981 — Machja n’avemu un' antra
- 1982 — O vita
- 1984 — Cun tè
- 1987 — In l’abbriu di e stagioni
- 1988 — Sonnii Zitillini
- 1989 — A' u visu di tanti
- 1992 — Ab eternu
- 1994 — Una tarra ci hè
- 1997 — Passione
- 1998 — «Don Juan» (Jacques Weber)
- 1999 — «Himalaya» (Éric Valli)
- 2000 — «Le libertin» (Jacques Weber)
- 2000 — «Comme un aimant» (Kamel Saleh, Akhenaton)
- 2001 — «Птицы» (саундтрек)
- 2002 — Intantu
- 2002 — DVD «A Filetta»
- 2003 — Si di mè
- 2005 — «Liberata»
- 2006 — Медея, (Луций Анней Сенека)
- 2008 — Bracanà